# Gajusz Kluwiusz
Gaius Cluvius – Rzymianin, który brał udział w wojnie przeciw Perseuszowi Macedońskiemu w roku 168 p.n.e.